# 偏桥水库
偏桥水库是中国云南省曲靖市宣威市境内的一座水库，位于盘龙河上，建于1958年。水库正常库容为2700万立方米，集雨面积为88平方千米，海拔为213米。